# Martin Schmidt (Geologe)
Karl Martin August Schmidt (* 12. Dezember 1863 in Aschersleben; † 14. Januar 1947 in Blankenburg (Harz)) war ein deutscher Paläontologe und Geologe.

## Leben
Sein Vater Adolf Schmidt war Diakon und später Archdiakon in der St.-Stephani-Gemeinde in Aschersleben, interessierte sich aber auch für Naturwissenschaften. Schmidt ging in Aschersleben auf das Gymnasium Stephaneum und vermachte später dem Heimatmuseum Teile seiner Fossiliensammlung. Nach dem Abitur am Domgymnasium Halberstadt studierte er Zoologie, Geologie und Geographie in Heidelberg, Berlin und Göttingen mit dem Oberlehrer-Examen 1887. Danach war er am Geologischen Institut in Göttingen, an dem er 1893 promoviert wurde. 1895 bis 1901 war er an der Preußischen Geologischen Landesanstalt (PGLA) und Bergakademie in Berlin. 1896 wurde er Mitglied der Deutschen Geologischen Gesellschaft. Ab 1903 war er in der neu gegründeten Geologischen Abteilung des königlichen Württembergischen Statistischen Landesamtes in Stuttgart. Dort war er mit geologischer Kartierung befasst und hinterließ 15 Karten im Maßstab 1:25.000. 1907 habilitierte er sich über das Wellengebirge in Freudenstadt. Ab 1912 lehrte er auch als außerordentlicher Professor Paläontologie an der TH Stuttgart. Im Ersten Weltkrieg war er als Hauptmann der Reserve an der Front. 1918 wurde er Direktor der Württembergischen Naturaliensammlung in Stuttgart und geologischer Konservator als Nachfolger von K. Lampert. 1925 ging er in Pension.
Er kartierte im Schwarzwald-Vorland, im Raum Tübingen und in Oberschwaben. Im Ruhestand lebte er in Tübingen, dann in Quedlinburg und ab 1935 in seiner Heimatstadt Aschersleben. Er kartierte aber weiter in Württemberg und schrieb zahlreiche Abhandlungen, darunter sein Hauptwerk über die Trias. Zuletzt befasste er sich mit altsteinzeitlichen Funden im Raum Aschersleben, über die er noch veröffentlichte.
Er schrieb ein Standardwerk zur Paläontologie der Germanischen Trias mit 2300 Abbildungen.
Schmidt blieb zeitlebens unverheiratet und starb bei Verwandten mütterlicherseits in Blankenburg (Harz).

## Schriften
- Über Ammonoideen des Wellengebirges. In: Zeitschrift der Deutschen Geologischen Gesellschaft, 57, 1905, S. 334–336.
- Labyrinthodontenreste aus dem Hauptkonglomerat von Altensteig im württembergischen Schwarzwald. In: Mitteilungen der Geologischen Abteilung des K. Württembergischen Statistischen Landesamts No. 2, 1 Tafel, Stuttgart 1907, S. 1–10.
- Das Wellengebirge der Gegend von Freudenstadt. Mitteilungen der Geologischen Abteilung des K. Württembergischen Statistischen Landesamts No. 3, 99 S., 2 Tafeln, Stuttgart 1907
- Ceratites antecedens und die Abstammung der Nodosen. In: Centralblatt für Mineralogie, Geologie und Paläontologie, 1907, S. 528–533.
- Die Lebewelt unserer Trias, 2 Bände, Öhringen: Hohenlohesche Buchhandlung Ferdinand Rau 1928 (Nachtrag 1938), Nachdruck Hennecke 2000 (461 + 144 Seiten)
- Ueber die Ceratiten von Olesa bei Barcelona. In: Bulleti de la Institucio Catalana d’Historia Natural 2, 127, 9, 1932, S. 195–221.
- Über Ceratites antecedens und verwandte Formen. In: Jahrbuch der preußischen geologischen Landes-Anstalt, 55, Berlin 1935, S. 198–212, Tafel 13